# Georg Göbig
Georg Göbig war ein deutscher Turner. Er war Mitglied im Mombacher Turnverein 1861. 

## Leben und Karriere
1934 gehörte er zu den 65 deutschen Bewerbern um die Turnweltmeisterschaften in Budapest.
Im Jahr 1935 war er bei einem Länderkampf gegen Polen Mitglied der Deutschlandriege.
Er gehörte im Jahr 1935 zu den zwölf besten deutschen Turnern und im Jahr 1936 der Olympiakernmannschaft an.